# Bimboland
Cet article possède un paronyme, voir Bimbo (homonymie).
Pour plus de détails, voir Fiche technique et Distribution.
Bimboland est un film français, réalisé par Ariel Zeitoun en 1998.

## Synopsis
Cécile, très sérieuse étudiante en ethnologie à l'université de Nice, termine sa thèse sur le dernier peuple primitif existant de nos jours. Mais la jeune femme, ainsi que le département d'ethnologie dans lequel elle est doctorante, sont humiliés par la modernisation de ce peuple qui se retrouve en Une de toute la presse. Afin d'effacer cet échec, Cécile n'a pas d'autre choix que de faire profil bas et de devenir l'assistante de son directeur de thèse qui rédige un livre sur la culture Maori. 
La jeune étudiante tombe secrètement amoureuse de ce nouveau directeur, Laurent Gaspard, qui se trouve être un grand amateur de jolies filles. Ce dernier ignore totalement la jeune femme et méprise son côté intello. 
Puis dans la résidence universitaire, Cécile rencontre Alex fraîchement installée dans une chambre du même couloir. Alex est une femme pulpeuse, mettant en avant ses atouts physiques et son style ingénu pour attirer l'attention d'hommes fortunés et avoir le monde à ses pieds. Au contact d'Alex, Cécile découvre la tribu des bimbos : des femmes qui, pour séduire les hommes, jouent de tous leurs atouts physiques. Ce sera le sujet de sa thèse et Cécile va bientôt se créer un nouveau personnage, Brigitte, pour étudier les us de ces femmes alors qu'elle ignore tout de la séduction.

## Fiche technique
- Réalisation : Ariel Zeitoun
- Scénario et dialogue : Roselyne Bosch
- Costumes : Édith Vesperini
- Photographie : Thierry Jault
- Son : Jean-Yves Munch
- Montage : Hugues Darmois
- Producteurs : Alain Goldman, Ariel Zeitoun
- Société de production : Gaumont, Légende Films, TF1 Films Production
- Année : 1998
- Pays :  France
- Genre :  comédie
- Durée : 90 minutes
- Date de sortie : 
  - France - 23 décembre 1998

## Distribution
- Gérard Depardieu : Laurent Gaspard
- Judith Godrèche : Cécile Bussy / Brigitte
- Aure Atika : Alex Baretto
- Sophie Forte : Karène Leblond
- Dany Boon : Greg
- Armelle : Nathalie
- Amanda Lear : Gina
- Michel Modo : Aristide Roumestan
- Évelyne Buyle : Gaëlle Bussy
- Christian Charmetant : Le chirurgien
- Pascal Elbé : L'infirmier
- Laëtitia Lacroix : Sandra
- Monique Letitre : Elisabeth
- Saskia Mulder : Vanessa
- Elizabeth Macocco : L'éditrice

## Lieux de tournage
Le film a eu entre autres cadres, le parc et les bâtiments du campus Valrose pour les extérieurs et quelques intérieurs.
Cf Château de Valrose